# Iquiracetima brachialis
Iquiracetima brachialis är en skalbaggsart som först beskrevs av Thomson 1868.  Iquiracetima brachialis ingår i släktet Iquiracetima och familjen långhorningar. Inga underarter finns listade i Catalogue of Life.